# Alessandro Alvisi
Alessandro Alvisi (Vicenza, 12 febbraio 1887 – Napoli, 9 maggio 1951) è stato un cavaliere italiano, vincitore di due medaglie di bronzo nell'equitazione ai Giochi olimpici:
Anversa 1920, montando il cavallo Raggio di Sole, insieme a Ettore Caffaratti, Giulio Cacciandra e Carlo Asinari
Parigi 1924, montando Capiligio, insieme a Emanuele Beraudo di Pralormo, Tommaso Lequio di Assaba e Alberto Lombardi.

## Palmarès
| Anno | Manifestazione  | Sede    | Evento                      | Risultato |
| ---- | --------------- | ------- | --------------------------- | --------- |
| 1920 | Giochi olimpici | Anversa | Salto ostacoli a squadre    | Bronzo    |
| 1924 | Giochi olimpici | Parigi  | Concorso completo a squadre | Bronzo    |

## Pubblicazioni
- Alessandro Alvisi, Aforismi e paradossi ippici, Bologna, Zanichelli, 1938. (è riportata una lettera di Gabriele D'Annunzio)
  - Nel 1980 edito nella serie la Tavola Rotonda delle Edizioni Equestri in 600 esemplari numerati. Riedito nel "cofanetto" nell'anno 1990.
- (FR) Alessandro Alvisi, Aphorismes et paradoxes hippiques, Bologna, Zanichelli, 1938.
- (EN) Alessandro Alvisi, Horse and man, Aforisms and paradoxes, Glasgow, Country Life Limited, 1939.
- (DE) Alessandro Alvisi, APHORISMEN UND PARADOXE üBER DAS REITEN, WILHELM LIMPERT-VERLAG, 1940.